# La Libertad (Berriozábal)
La Libertad es una localidad del estado mexicano de Chiapas. Es parte del municipio de Berriozábal.

## Demografía
| Gráfica de evolución demográfica |
|                                  |

| Censo | Población |
| ----- | --------- |
| 1990  | 505       |
| 2000  | 404       |
| 2010  | 664       |
| 2020  | 1 896     |